# Grewia serrata
Grewia serrata là một loài thực vật có hoa trong họ Cẩm quỳ. Loài này được Blanco mô tả khoa học đầu tiên năm 1837.